# A proposito di Schmidt
A proposito di Schmidt (About Schmidt) è un film commedia drammatica del 2002 diretto da Alexander Payne presentato in concorso al 55º Festival di Cannes.

## Trama
Attuario di un'impresa assicurativa nel Nebraska, Warren Schmidt è appena andato in pensione quando resta improvvisamente vedovo dopo 42 anni di matrimonio. Si ritrova così a fare i conti con un deludente passato e un futuro che lo angoscia ancora di più. Così, per trovare nuove motivazioni alla propria esistenza, si reca in camper a Denver per riavvicinarsi alla figlia, Jeannie, e convincerla a non sposare il fidanzato. I risultati però, saranno piuttosto amari.

## Riconoscimenti
- 2003 - Premio Oscar
  - Candidatura come miglior attore protagonista a Jack Nicholson
  - Candidatura come miglior attrice non protagonista a Kathy Bates
- 2003 - Golden Globe
  - Miglior attore in un film drammatico a Jack Nicholson
  - Migliore sceneggiatura a Alexander Payne e Jim Taylor
  - Candidatura come miglior film drammatico
  - Candidatura come migliore regia a Alexander Payne
  - Candidatura come miglior attrice non protagonista a Kathy Bates
- 2003 - Premio BAFTA
  - Candidatura come miglior attore protagonista a Jack Nicholson
- 2003 - Broadcast Film Critics Association Award
  - Miglior attore protagonista a Jack Nicholson
  - Candidatura come miglior film
  - Candidatura come miglior attrice non protagonista a Kathy Bates
  - Candidatura come miglior sceneggiatore a Alexander Payne e Jim Taylor
- 2003 - Chicago Film Critics Association Award
  - Candidatura come miglior film
  - Candidatura come migliore regia a Alexander Payne
  - Candidatura come miglior attore protagonista a Jack Nicholson
  - Candidatura come miglior attrice non protagonista a Kathy Bates
  - Candidatura come migliore sceneggiatura non originale a Alexander Payne e Jim Taylor
- 2002 - Los Angeles Film Critics Association Award
  - Miglior film
  - Miglior attore protagonista a Jack Nicholson
  - Migliore sceneggiatura a Alexander Payne e Jim Taylor
  - Candidatura come miglior attrice non protagonista a Kathy Bates
- 2003 - Kansas City Film Critics Circle Award
  - Miglior film
- 2002 - National Board of Review Award
  - Miglior attrice non protagonista a Kathy Bates
- 2002 - Festival di Cannes
  - Candidatura come Palma d'Oro a Alexander Payne
- 2003 - Satellite Award
  - Candidatura come miglior attore in un film drammatico a Jack Nicholson
  - Candidatura come miglior attrice non protagonista a Kathy Bates
- 2003 - Screen Actors Guild Award
  - Candidatura come miglior attore protagonista a Jack Nicholson
  - Candidatura come miglior attrice non protagonista a Kathy Bates
- 2003 - Writers Guild of America
  - Candidatura come migliore sceneggiatura non originale a Alexander Payne e Jim Taylor
- 2002 - New York Film Critics Circle Award
  - Candidatura come Miglior film
  - Candidatura come Miglior attore protagonista a Jack Nicholson
  - Candidatura come Migliore sceneggiatura a Alexander Payne e Jim Taylor
  - Candidatura come migliore regia a Alexander Payne
  - Candidatura come miglior attrice non protagonista a Hope Davis